# Falcon 9 v1.0
Falcon 9 v1.0 – pierwszy przedstawiciel rodziny rakiet nośnych Falcon 9 amerykańskiej firmy SpaceX. W 2013 roku został zastąpiony przez mocniejszy wariant Falcon 9 v1.1.

Od lewej rakiety: Falcon 1, Falcon 9 v1.0, Falcon 9 v1.1 i Falcon Heavy

Pierwszy stopień był zasilany przez 9 silników Merlin 1C, które dawały łączną siłę ciągu o wartości 4,94 MN. Nominalny czas pracy silników wynosił 170 sekund.
Drugi stopień to konstrukcyjnie krótsza kopia pierwszego, był zasilany pojedynczym silnikiem w wersji przystosowanej do próżni (Merlin 1C Vacuum). Silnik ten wytwarzał ciąg 445 kN w próżni, miał zdwojone zapalniki umożliwiające wznowienie pracy silnika. Jego nominalny czas pracy wynosił 345 sekundy. Silnik miał możliwość regulowania ciągu podczas pracy w zakresie 60-100%. Stopień był wyposażony w system reakcyjnego sterowania, na który składały się 4 silniczki Draco napędzane mieszaniną monometylohydrazyny i tetratlenku diazotu, o ciągu 400 N każdy.
Ściany i kopuła zbiornika paliwa były wykonane ze stopu aluminium i litu. Połączenie między stopniami były wykonane z włókna węglowego wraz z rdzeniem aluminiowym. System separacyjny stanowiły odpychacze pneumatyczne.
Cała rakieta miała wysokość 54,9 m i średnicę 3,6 m. Potrafiła ona wynieść na niską orbitę wokółziemską (ok. 200 km) ładunki o masie do ok. 10 t, natomiast na orbitę geostacjonarną do ok. 2,4 t. Starty odbywały się z kosmodromu na przylądku Canaveral w USA.

## Dane techniczne
| Kryteria               | Falcon 9 v1.0                  |
| ---------------------- | ------------------------------ |
| Stopień 1              | 9 × Merlin 1C                  |
| Stopień 2              | 1 × Merlin 1C Vacuum           |
| Wysokość (m)           | 54,9                           |
| Średnica (m)           | 3,66                           |
| Ciąg początkowy (kN)   | 4940                           |
| Masa startowa (t)      | 318                            |
| Ładunek na LEO (t)     | 8,5-9 (start z Cape Canaveral) |
| Ładunek na GTO (t)     | 3,4                            |
| Starty udane/wszystkie | 5/5                            |

## Historia startów
Falcon 9 v1.0 odbył w sumie 5 startów, pierwszy start odbył się 4 czerwca 2010 roku, a ostatni 1 marca 2013 roku. Służył do wynoszenia tylko kapsuły Dragon, nigdy nie wynosił ładunku wymagającego owiewki.